# Saint Christophe portant l'Enfant Jésus
 (février 2023).
La mise en forme du texte ne suit pas les recommandations de Wikipédia : il faut le « wikifier ».
Les points d'amélioration suivants sont les cas les plus fréquents. Le détail des points à revoir est peut-être précisé sur la page de discussion.
- Les titres sont pré-formatés par le logiciel. Ils ne sont ni en capitales, ni en gras.
- Le texte ne doit pas être écrit en capitales (les noms de famille non plus), ni en gras, ni en italique, ni en « petit »…
- Le gras n'est utilisé que pour surligner le titre de l'article dans l'introduction, une seule fois.
- L'italique est rarement utilisé : mots en langue étrangère, titres d'œuvres, noms de bateaux, etc.
- Les citations ne sont pas en italique mais en corps de texte normal. Elles sont entourées par des guillemets français : « et ».
- Les listes à puces sont à éviter, des paragraphes rédigés étant largement préférés. Les tableaux sont à réserver à la présentation de données structurées (résultats, etc.).
- Les appels de note de bas de page (petits chiffres en exposant, introduits par l'outil «  Source ») sont à placer entre la fin de phrase et le point final[comme ça].
- Les liens internes (vers d'autres articles de Wikipédia) sont à choisir avec parcimonie. Créez des liens vers des articles approfondissant le sujet. Les termes génériques sans rapport avec le sujet sont à éviter, ainsi que les répétitions de liens vers un même terme.
- Les liens externes sont à placer uniquement dans une section « Liens externes », à la fin de l'article. Ces liens sont à choisir avec parcimonie suivant les règles définies. Si un lien sert de source à l'article, son insertion dans le texte est à faire par les notes de bas de page.
- La présentation des références doit suivre les conventions bibliographiques. Il est recommandé d'utiliser les modèles {{Ouvrage}}, {{Chapitre}}, {{Article}}, {{Lien web}} et/ou {{Bibliographie}}. Le mode d'édition visuel peut mettre en forme automatiquement les références.
- Insérer une infobox (cadre d'informations à droite) n'est pas obligatoire pour parachever la mise en page.

Pour une aide détaillée, merci de consulter Aide:Wikification.
Si vous pensez que ces points ont été résolus, vous pouvez retirer ce bandeau et améliorer la mise en forme d'un autre article.

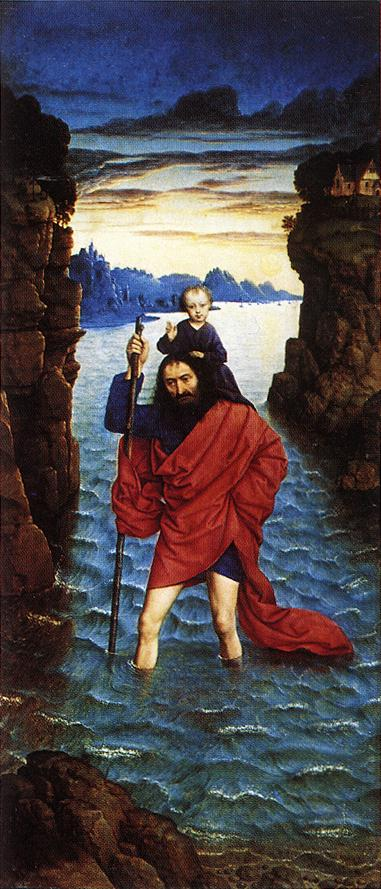
Dirk Bouts (vers 1470).

Saint Christophe portant l'Enfant Jésus est un thème fréquemment illustré dans l'iconographie chrétienne. Ce thème connaît une fortune considérable à la fin du Moyen Âge, au point que les représentations qui concernent d'autres épisodes de la légende de saint Christophe (ex : martyre de saint Christophe, saint Christophe condamné à être criblé de flèches, saint Christophe sous les traits d'un personnage cynocéphale, etc.) demeurent extrêmement minoritaires dans son iconographie.
On note que dans les formes primitives de l'iconographie (xiie siècle), saint Christophe ne porte pas un enfant, mais un Christ adulte. C'est ainsi qu'il apparaît dans l'une des plus anciennes représentations, datée de 1131, et située dans la chapelle de sainte Catherine à Hocheppan (de) dans le Tyrol du Sud. La présence du Christ adulte dans les bras de Christophe (plutôt que sur ses épaules) est alors une manière visuelle d'illustrer le nom du saint, puisque Christophe désigne le "Christophoros", c'est-à-dire celui qui porte (mystiquement) le Christ.

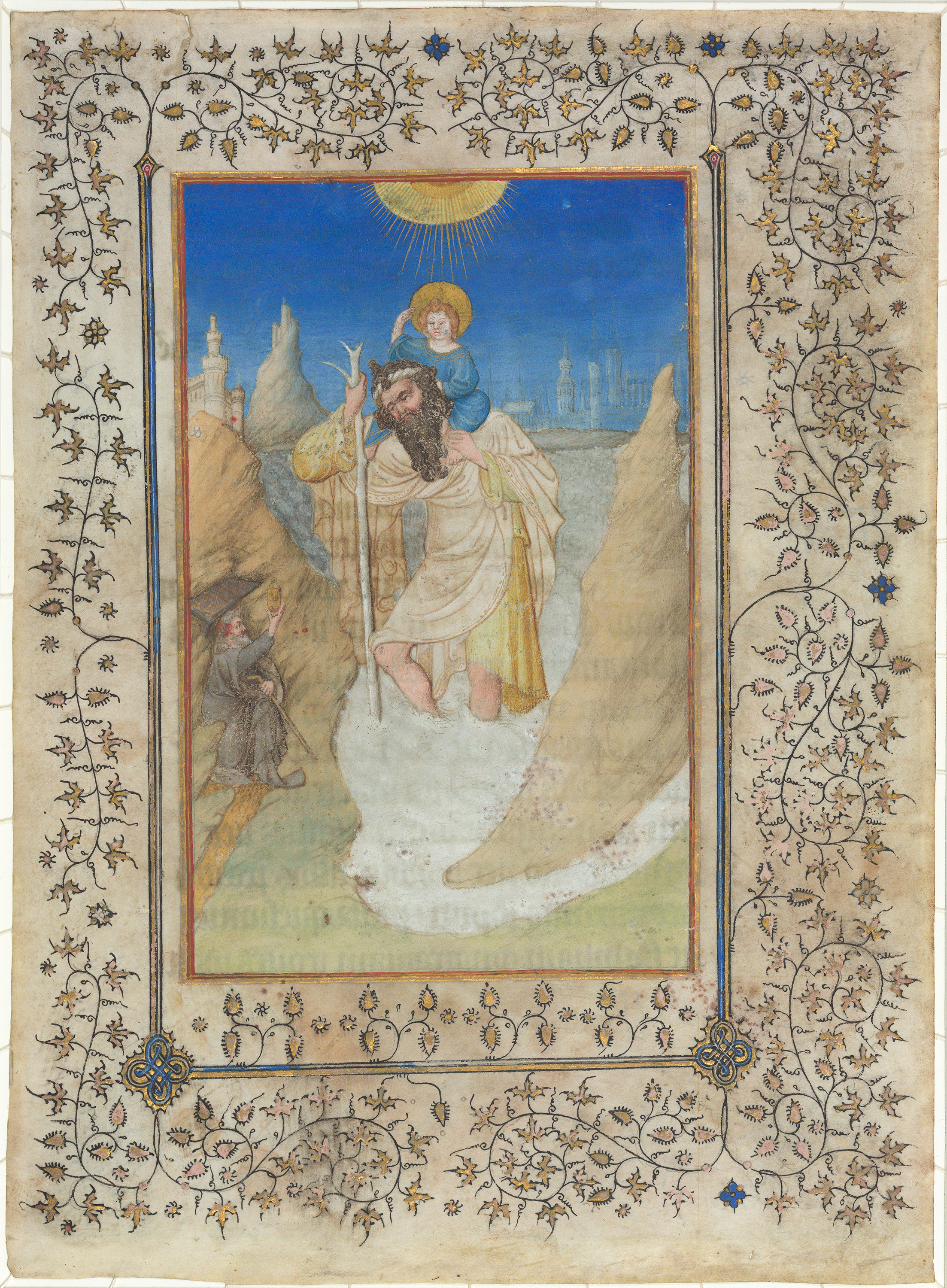
Frères de Limbourg, miniature d'un manuscrit médiéval.

Si, comme le souligne par exemple Hippolyte Delehaye, l'iconographie devance l'hagiographie dans les représentations de saint Christophe portant le Christ, c'est l'hagiographie qui, avec l'épisode de la traversée du fleuve, donne une inflexion radicale à l'iconographie (voir supra, note 6). Désormais, conformément à la légende (notamment, telle qu'elle est diffusée par la Légende dorée), c'est la représentation de saint Christophe portant l'Enfant Jésus qui prend le pas sur toutes les autres représentations du saint.

## Légende de saint Christophe et traversée du fleuve dans laLégende dorée[3]
L'épisode de la traversée du fleuve reste celui vers lequel se sont principalement tournés les artistes pour leurs représentations de saint Christophe. Emblématique, l'épisode marque la victoire de Christophe sur une vie antérieure qui reste, avant tout, placée sous le signe de l'ignorance de Dieu. Christophe est en effet un géant cananéen, ce qui suffit à exprimer l'idée qu'il appartient au monde païen, au monde non-civilisé, c'est-à-dire surtout à un monde qui, par essence, est porté en-dehors de l'univers chrétien.
Né sous le nom de Reprobus, c'est-à-dire le Réprouvé, il veut vouer sa vie au seigneur le plus puissant du monde. Il se met d'abord au service d'un roi, mais il quitte rapidement ce dernier quand est évoqué le diable au cours d'une chanson. La peur qu'il lit sur le visage du roi lui fait comprendre qu'il lui faut désormais se mettre au service de ce maître, plus puissant que le premier. Après diverses péripéties, il rencontre enfin le diable. Aussitôt Christophe se met à son service. Mais un jour, parvenu à un calvaire, le diable est soudainement pris de panique à la vue de la croix, et il fuit dans la forêt. Dès ce moment, Christophe réalise qu'il doit désormais se mettre en quête du Christ. Il parcourt alors le monde à la recherche du Christ, sans succès. Un jour, il rencontre un ermite, qui finit par le convaincre de servir le Christ en servant de passeur pour les pèlerins qui doivent traverser un fleuve connu pour sa dangerosité. Christophe construit sa cabane près du fleuve, et jour et nuit, il porte sur son dos les pèlerins qui demandent à traverser.
Un jour, il est réveillé en pleine nuit par la voix d'un enfant. Il sort une première fois, mais ne voit personne. Quelques minutes plus tard, il entend la même voix d'enfant qui l'appelle dans la nuit. Il sort une deuxième fois, mais ne voit toujours personne. Une troisième fois, il entend la voix de l'enfant, et cette fois, l'enfant est là, devant sa porte, qui lui demande à traverser le fleuve. Christophe le place alors sur son dos, et commence à traverser le fleuve. Mais bientôt, tandis qu'il est à mi-chemin, l'enfant se fait de plus en plus lourd sur ses épaules, et les eaux du fleuve enflent et enflent tellement qu'il manque de se noyer. Parvenu enfin sur l'autre rive, il dit à l'enfant : Enfant, il m'a semblé porter le monde sur mes épaules. Ce à quoi l'enfant lui répond : "non seulement tu as porté le monde, mais tu as porté celui qui l'a créé". Christophe comprend qu'il a le Christ devant lui. L'enfant lui ordonne alors de planter son bâton en terre devant sa maison, et il lui annonce que le lendemain son bâton portera feuilles et fruits. Christophe fait comme l'enfant lui a dit, et le lendemain matin, au lever du jour, le miracle promis s'est produit, marquant ainsi le passage définitif de Christophe du côté des élus,.

## Genèse du «porte-Christ».

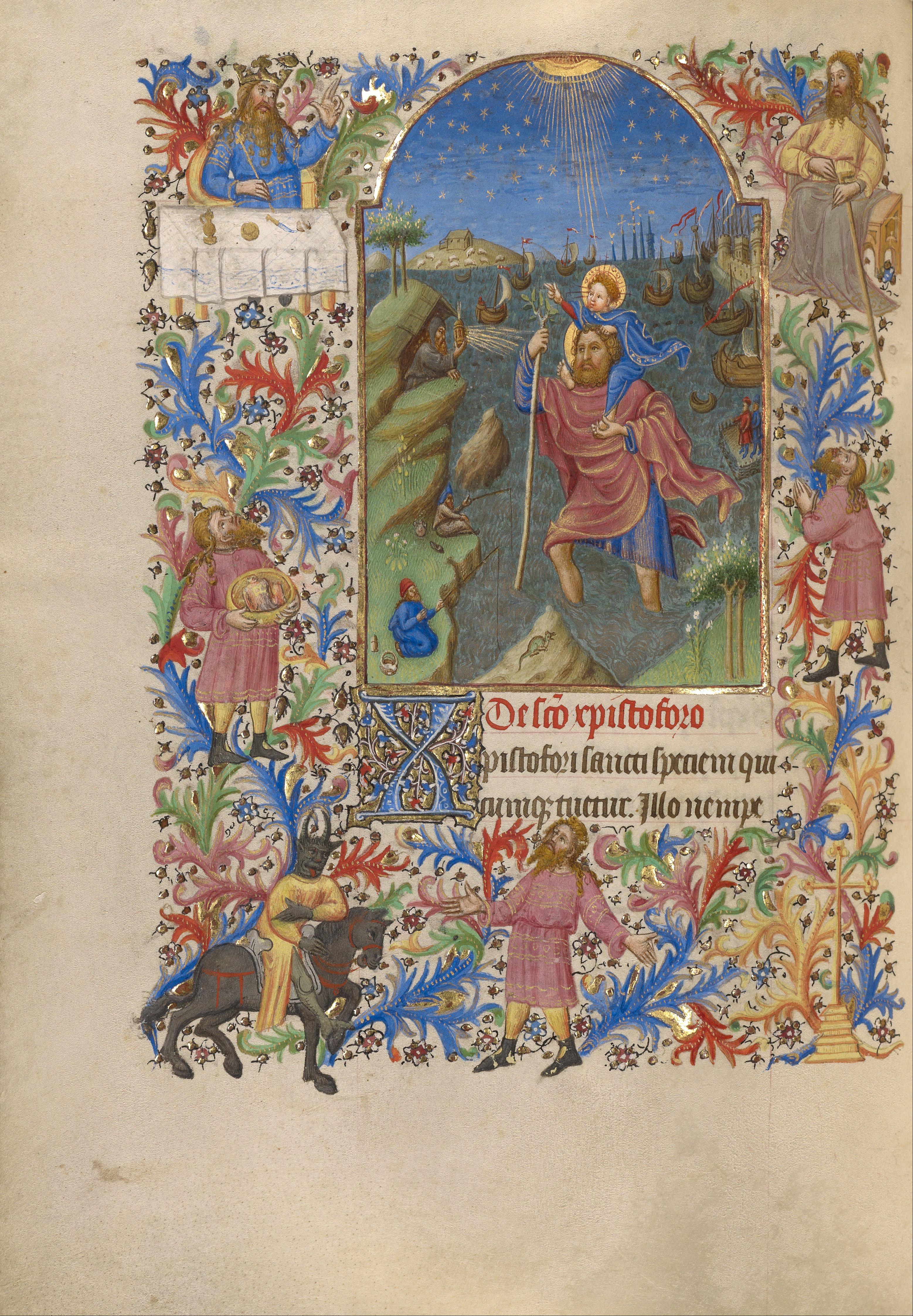
Maître de Spitz, enluminure vers 1420.

S'il a, de manière éminemment décisive, contribué à faire connaître ou à populariser la légende de saint Christophe et à la diffuser, Jacques de Voragine, chroniqueur italien et archevêque de Gênes (1228-1298), n'en est pourtant pas l'inventeur. Formidable compilateur, il a pour l'essentiel utilisé des sources anciennes, disparates autant que très nombreuses, pour les couler dans une vaste somme hagiographique homogène qui suit l'ordonnancement de l'année liturgique.
Parmi les sources utilisées par Voragine pour la légende de saint Christophe, Alain Boureau distingue deux traditions différentes « qui ne se réunirent que très tardivement », l'une orientale et l'autre occidentale. Il écrit ainsi qu'« en milieu grec, dans des Passions qui passèrent ensuite dans le monde latin (Euloge, In Memoriam sanctorum, II, 4, 9), Christophe est un géant cynocéphale, qui s'appelait primitivement Reprebus ou Reprobus (glosé ensuite en « Réprouvé »), qui s'enrôla dans l'armée impériale, puis se convertit au christianisme et mourut en martyr. » Alain Boureau précise par ailleurs que « la seconde tradition a eu en Occident un succès tel qu'elle y supplanta la précédente. On la trouve chez Honorius Augustodunensis, Speculum ecclesia, et dans l'œuvre de Johannes Garzone, Vita Christophori ; à mentionner aussi, le manuscrit Cividale del Friuli (X, 70r-73v), cité dans l'apparat des sources de G. P. Maggioni (p. 663). Dans cette version, purement occidentale, dont l'origine découle de l'étymologie du nom Christophoros (« porte-Christ »), Christophe est un géant qui a promis de mettre sa force au service du maître le plus puissant du monde, et qui, instruit dans la religion par un ermite, devient passeur et se trouve amené à porter le Christ ; celui-ci se fait de plus en plus lourd sur ses épaules, et Christophe reconnaît en lui le maître du monde. Il est certain que ce thème était pour le christianisme un réservoir de représentations plus gracieuses et plus policées que la version orientale du barbare cynocéphale. »
Par ailleurs, Alain Boureau s'interroge sur le fait que cette tradition ait surgi « aussi tard, apparemment ex nihilo ». Il avance alors trois hypothèses différentes, indiquant ainsi qu'il « faut vraisemblablement supposer une source textuelle ancienne perdue, ou imaginer que la circulation des thèmes s'est faite de l'iconographie vers l'hagiographie, ou bien encore postuler une tradition orale, qui aurait inspiré à la fois l'iconographie et l'hagiographie ; » et il conclut en indiquant qu'« il n'est pas insignifiant à ce point de vue que ni Vincent de Beauvais, ni Jean de Mailly, ni Barthélémy de Trente ne mentionnent cette seconde tradition de Christophe « porte-Christ ». » 

## Motifs iconographiques récurrents.

### Christophe est-il un géant?

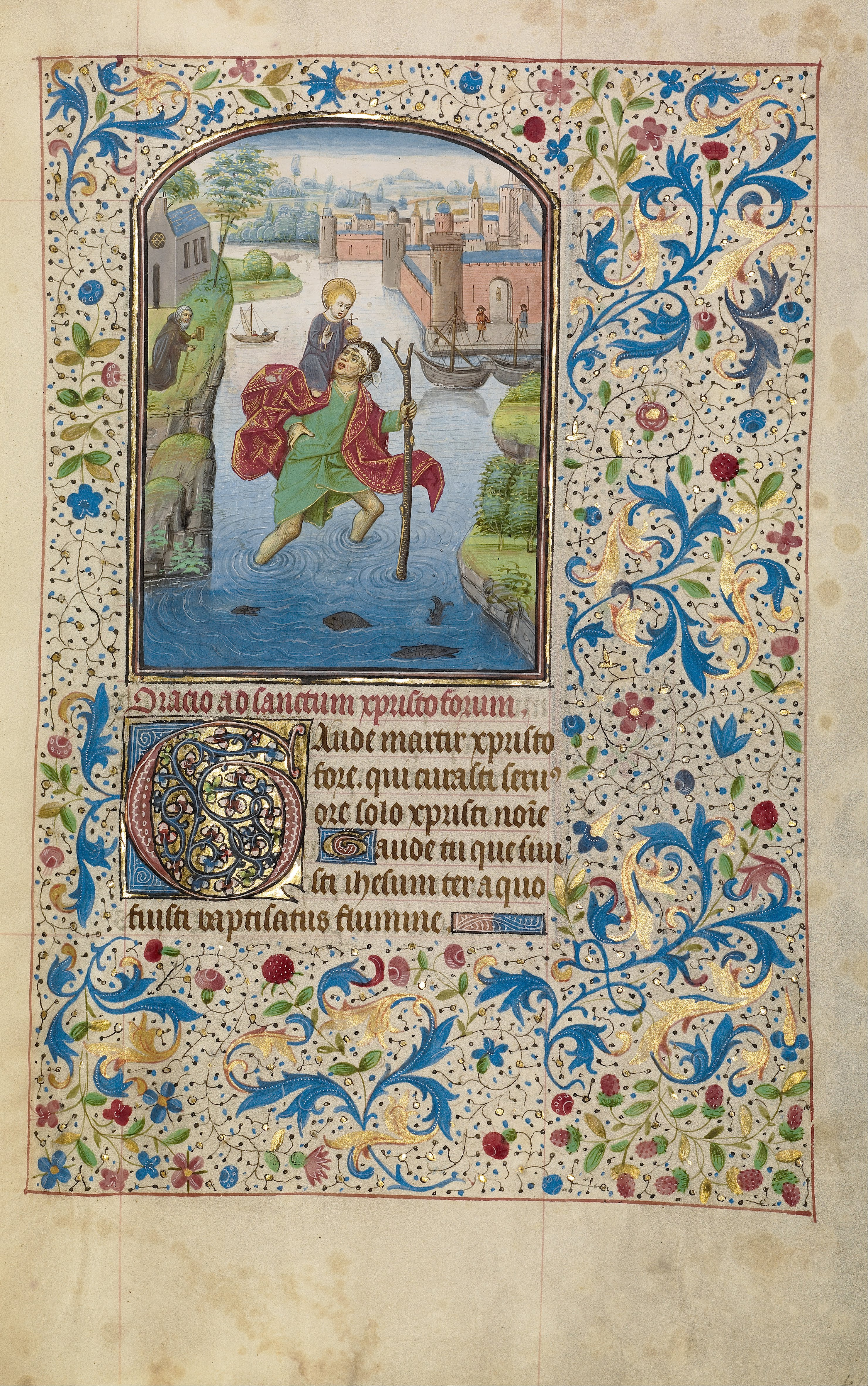
Willem Vrelant, enluminure vers 1460.

Sur le plan littéraire, il est bien établi que Christophe est un géant. On lit ainsi, dans les lignes liminaires de la Légende dorée, que « Christophe, cananéen de naissance, était très grand de taille, avait une mine terrifiante, et mesurait douze coudées » (Légende dorée, Paris, 2004, p. 538). Cependant, sur le plan iconographique, la question de la stature de saint Christophe est nettement moins tranchée. Si l’on s’en tient strictement aux figures de Christophe et de l’Enfant, le rapport de proportion est celui d’un homme adulte ordinaire avec un enfant. Le gigantisme de Christophe n'est observable que lorsque l'artiste a marqué un rapport de disproportion entre lui et les autres éléments de la composition (éléments du paysage, personnages, etc.).
Ainsi, la représentation de saint Christophe en géant est explicite dans le Polyptyque de l'Agneau mystique (cathédrale Saint-Bavon, à Gand), dans lequel Jan van Eyck a mis saint Christophe en scène à côté d'autres personnages (notamment saint Antoine le Grand et saint Jacques le Majeur) qui sont nettement plus petits que lui. De même, saint Christophe est explicitement un géant dans de nombreux exemples de peintures murales à l'intérieur des églises, où la taille démesurée de Christophe est soulignée par l'emploi d'un format monumental (voir par exemple : fresque de saint Christophe, dans l'abbatiale Saint-Pierre-et-Saint-Paul de Wissembourg).
Mais dans le Triptyque Moreel, Hans Memling a pour sa part placé saint Christophe sur un rapport d'égalité (pour ce qui concerne la taille) avec les deux saints (il s'agit de saint Gilles et de saint Maur) qui le flanquent sur le panneau central.

### Le bandeau de saint Christophe

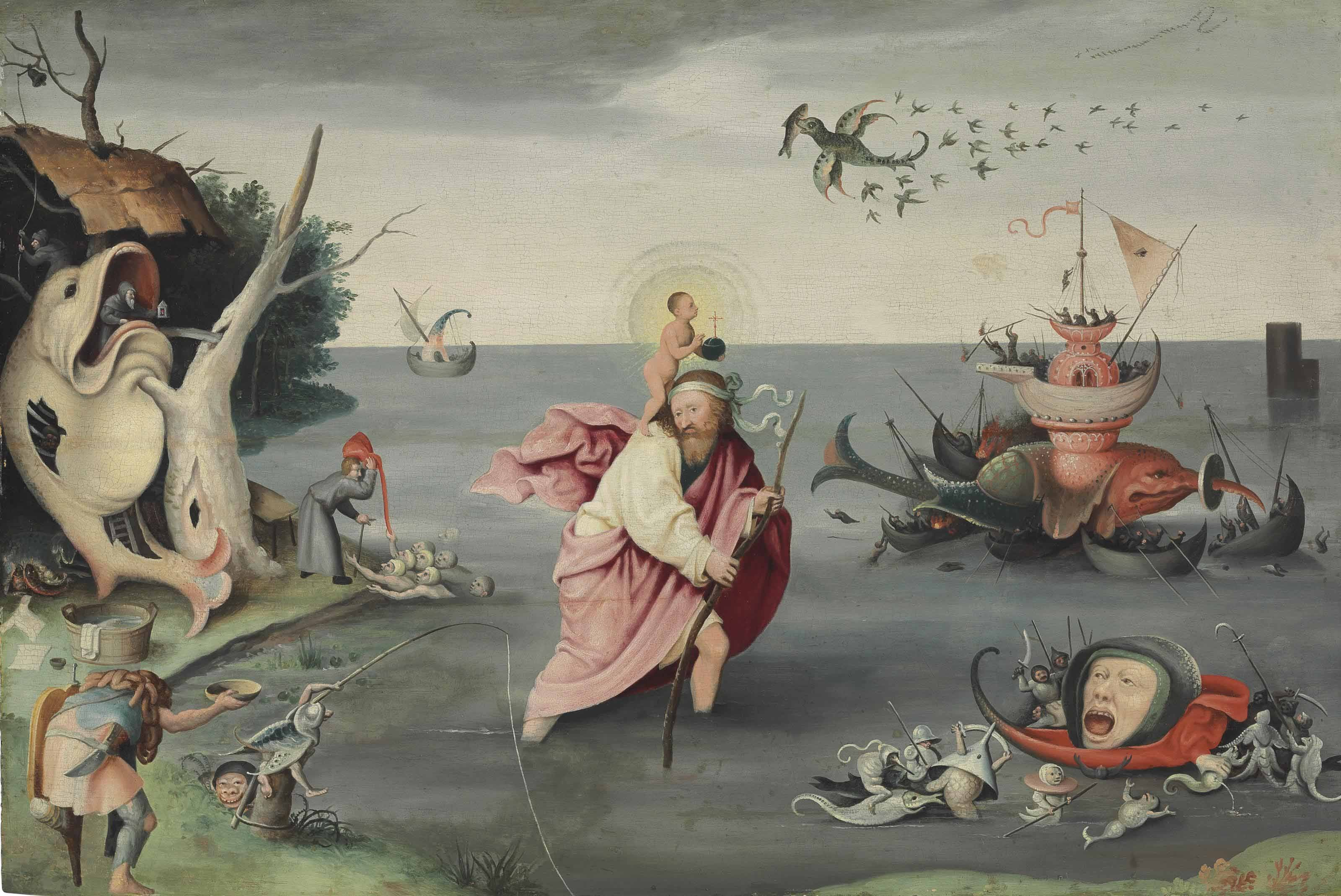
Suiveur de Jérome Bosch, Saint Christophe portant l'Enfant Jésus, huile sur bois vers 1525.

Le bandeau de saint Christophe est un élément récurrent (voir, parmi beaucoup d'autres exemples, Hans Memling, Triptyque Moreel, ou encore Jan van Eyck, panneau des Saints pèlerins dans le Polyptyque de l'Agneau mystique) qui pose des questions passionnantes sur le plan de l'iconographie. Il permet notamment de rapprocher saint Christophe d'un personnage vétérotestamentaire renommé pour sa grande force : Samson. Samson porte en effet régulièrement un bandeau (bandeau qui, dans sa version amplifiée, devient parfois un turban, comme d'ailleurs chez saint Christophe).
On remarque par ailleurs que, dans l'iconographie médiévale (mais pas seulement, comme en témoigne l'un des tableaux que Nicolas Poussin consacre aux Sept sacrements), le bandeau est un élément liturgique important dans le sacrement de la confirmation. Or, dans la mesure où celle-ci s'inscrit dans la suite logique du baptême, on peut se demander dans quelle mesure le bandeau peut être mis en rapport avec une traversée de l'eau dont la dimension baptismale semble établie au regard de l'iconographie de saint Christophe.

### Iconographie du bâton de saint Christophe
Le bâton de saint Christophe est un élément essentiel de son iconographie. Dans le mémoire qu'il a consacré au sujet, Thomas Grison indique que ce bâton connaît de nombreuses variantes dont on peut schématiser la typologie comme suit.

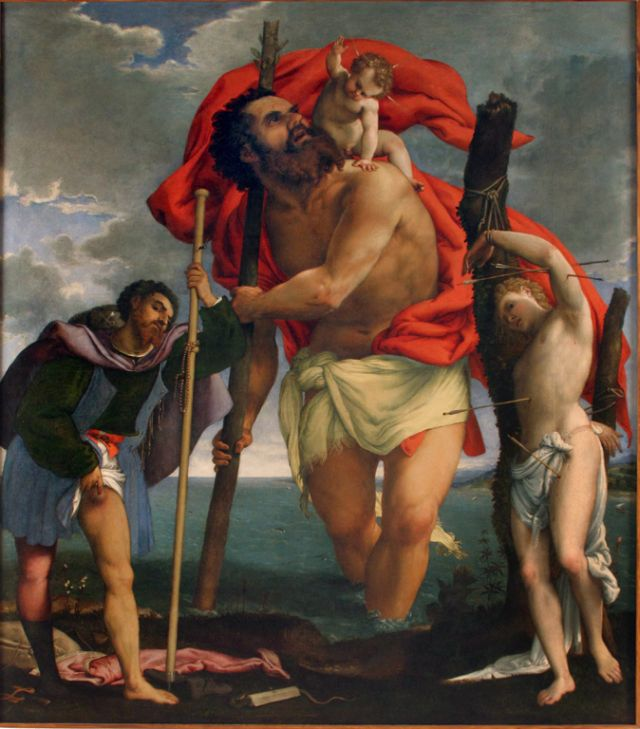
Saint Christophe avec saint Roch et Sébastien de Lorenzo Lotto dans la Basilique de la Santa Casa de Lorette depuis le Jubilé 2020

#### Le bâton type bourdon
Le bourdon, ou bâton du pèlerin, est un bâton reconnaissable notamment à ses deux pommeaux. Associé à saint Jacques le Majeur, dont il est l'un des principaux attributs avec la coquille saint Jacques, le chapeau à large bord et la panetière, il est aussi l'attribut de saint Christophe jusqu'au début du xve siècle.

#### Le bâton brut
À partir du début du xve siècle, le bourdon disparaît au profit d'un bâton brut qui connaît de nombreuses variations : bâton fourchu (voir, parmi d'autres exemples, le Saint Christophe du Musée de Brou, attribué au Maître de 1499; voir également Willem Vrelant, J.P. Getty Museum, Ms. Ludwig IX 8, fol. 46), bâton doté d'un réseau de branches formant un houppier. Mais il faut retenir que ce type de bâton, par sa grossièreté même (soulignée par la présence de nœuds, de rameaux mal écotés, de restes d'écorce, etc. [voir par exemple : Maître de Guillaume Lambert, Getty Center, Ms. 10, fol. 183, ou encore le très beau Saint Christophe conservé au Musée de Flandre, à Cassel, et sans doute réalisé à la fois par Joachim Patinir et Quentin Metsys]) est porteur d'une grande charge narrative, car il vient rappeler les origines cananéennes, c'est-à-dire sauvages ou païennes de Christophe. De même, il rappelle que Christophe s'est mis au service du diable avant de se mettre à celui du Christ.

#### Le bâton feuillu

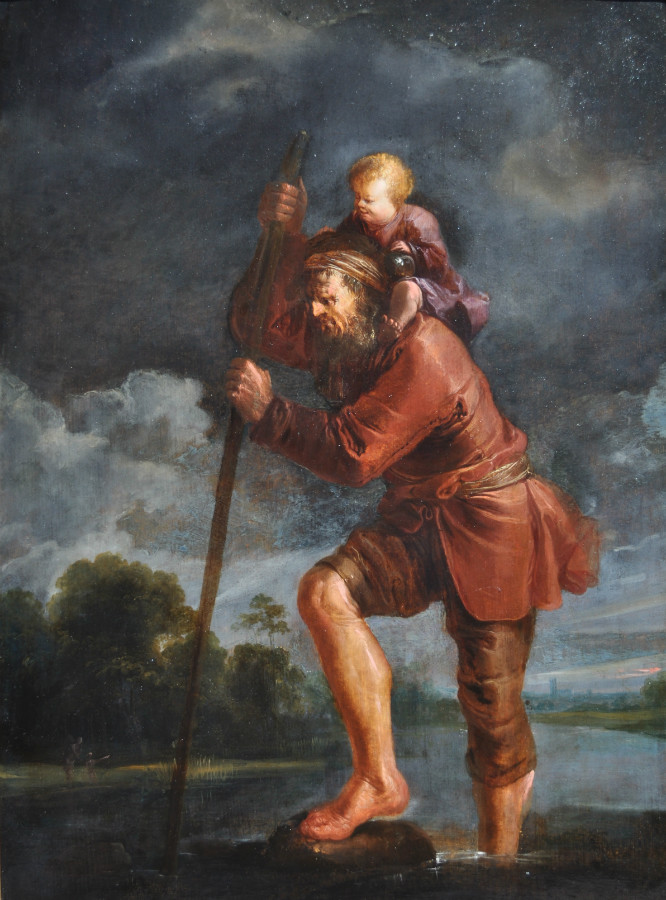
Jan van de Venne, Saint Christophe portant l'Enfant Jésus, huile sur bois, vers 1631-1651.

Ce type de bâton est à placer à part dans la typologie, car on le trouve sous différentes formes à toutes les périodes (voir par exemple Maître de Spitz, Getty Center, Ms. 57, fol. 42v). L'intention narrative est explicite, car le bâton feuillu témoigne du miracle qui a lieu lorsque, ayant porté l'Enfant, saint Christophe plante son bâton en terre et voit fleurir son bâton, comme l'Enfant (Jésus) lui a annoncé. La présence de feuilles est le signe d'une victoire. Elle indique que Christophe a accompli sa rédemption et qu'il fait partie des élus. D'une certaine manière, le miracle du bâton feuillu pose saint Christophe comme l'héritier de Aaron (voir Livre des Nombres XVII, 16-26) ou de saint Joseph (Livre de la Nativité de Marie VIII, 1-5), qui ont tous deux été distingués des autres hommes à la suite de miracles analogues.

#### Le bâton-palmier
Le bâton-palmier est un type de bâton surmonté de feuilles de palmes. Les feuilles de palmes peuvent prendre différentes formes selon la variété du palmier auquel il est fait référence. D'un point de vue iconographique, le recours au bâton-palmier est d'abord l'indice d'une interprétation littérale du texte de Voragine, qui indique que le bâton fleuri de saint Christophe ressemble à un palmier avec ses fruits. Mais la feuille de palme est aussi un symbole du martyre; elle n'est donc peut-être pas sans rapport avec le martyre de saint Christophe tel qu'il est évoqué dans la Légende dorée. La représentation de saint Christophe avec ce type de bâton est propre à l'art italien (voir par exemple Bernardo Strozzi, Saint Christophe portant l'enfant; dans cette œuvre, l'artiste a également représenté des dattes ; voir encore, d'un artiste italien anonyme : Saint Christophe, Getty Center, Ms. IX 12, fol. 326v).

### Valeur baptismale de l'eau et symbolisme des deux rives

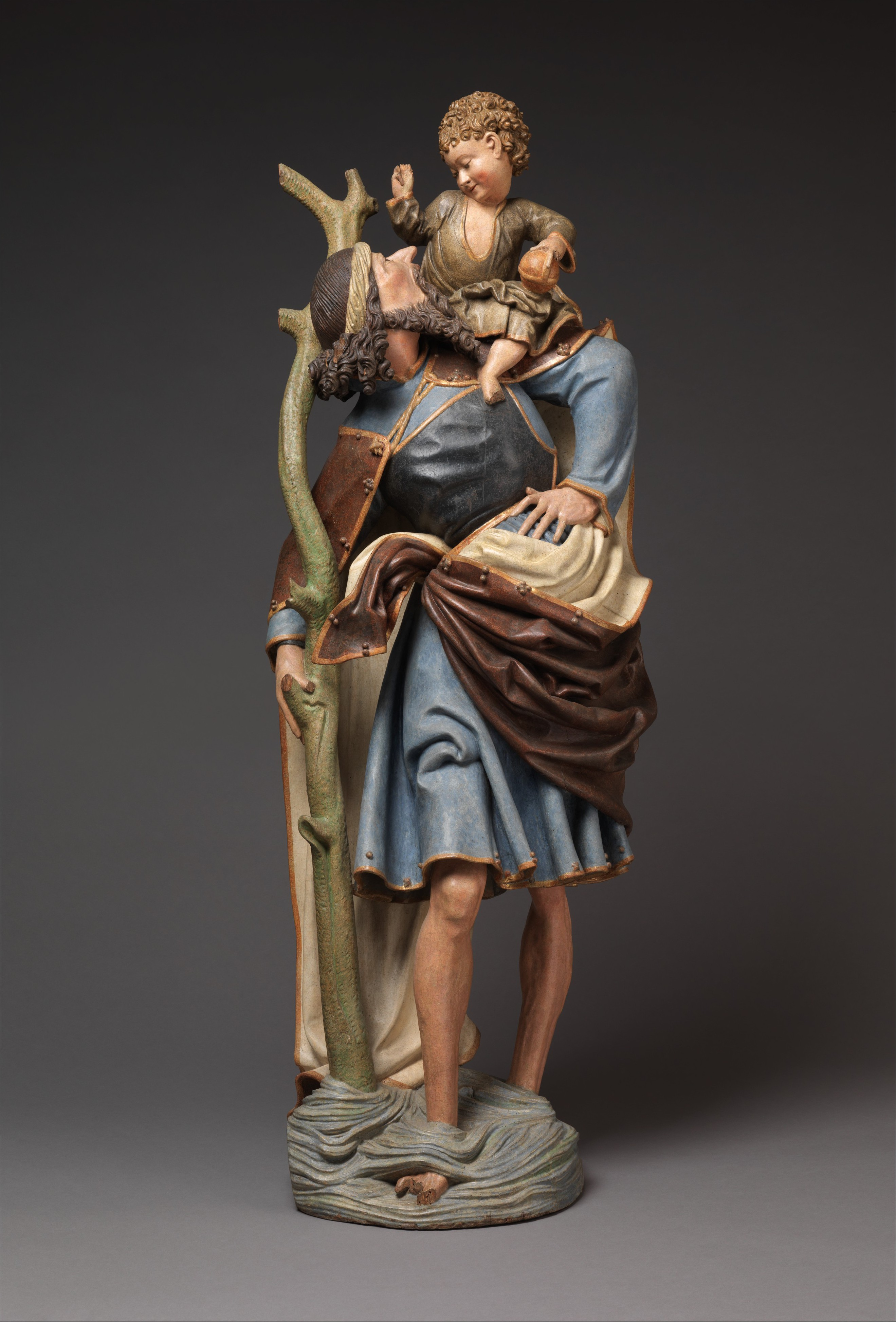
Saint Christophe portant le Christ, sculpture sur bois allemande vers 1510-1520.

Dans la Légende dorée aussi bien que dans l'iconographie, la traversée de l'eau marque un changement d'état, qui permet à saint Christophe de passer symboliquement de l'ignorance (de Dieu) à la connaissance, des ténèbres à la lumière et de la perdition au salut, par un lent processus de rédemption. En ce sens, la portée baptismale de l'eau est clairement établie, et ce n'est donc pas par hasard qu'elle soit régulièrement transparente (c'est-à-dire qu'elle laisse passer la lumière) et habitée par des poissons dont le passage suivant de l'évangile de Matthieu permet de mieux saisir la dimension eschatologique : « le royaume des cieux est encore semblable à un filet jeté dans la mer et ramassant des poissons de toute espèce. Quand il est rempli, les pêcheurs le tirent ; et, après s'être assis sur le rivage, ils mettent dans des vases ce qui est bon, et ils jettent ce qui est mauvais. Il en sera de même à la fin du monde. Les anges viendront séparer les méchants d'avec les justes, et ils les jetteront dans la fournaise ardente, où il y aura des pleurs et des grincements de dents» (Matthieu 13, 47-50; traduction Louis Segond).
On note également que de nombreuses œuvres sont marquées par l'opposition entre les deux rives du fleuve, l'une étant rattachée à la matière, et l'autre à l'esprit. Dans une miniature réalisée par Liévin van Lathem, par exemple, on a d'un côté le port marchand, la ville et son animation, et de l'autre un grand rocher (ce rocher renvoie régulièrement à la présence de Dieu dans l'ancien Testament), auprès duquel attend l'ermite, et au sommet duquel se trouve une église ou une chapelle adossée à un jardin. Voir : Liévin van Lathem, 1469, Saint Christophe portant l'Enfant, J.P. Getty Museum, Ms. 37, fol. 26.

## Présence de nouveaux motifs sous l'influence de Jérôme Bosch
Le travail de Jérôme Bosch marque sans doute un tournant dans l'iconographie de saint Christophe, et on assiste à l'arrivée de motifs exogènes, qui appartiennent notamment à l'iconographie de saint Antoine le Grand, thème auquel Bosch a consacré plusieurs tableaux.
À partir du début du XVIe siècle, peut-être sous l'influence de Jérôme Bosch, on observe que les eaux prennent une connotation de plus en plus inquiétante. Habitée par des monstres marins et des sirènes, l'eau, désormais placée sous le signe de la tentation sous toutes ses formes, devient le lieu de l'épreuve et de la souffrance. Chez Alaert du Hamel, par exemple, la traversée du fleuve, décrit comme un espace de confusion et de vice, correspond très clairement à cette confrontation à la tentation, qui est aussi propre à l'iconographie de saint Antoine. Voir : Alaert du Hamel, vers 1500, Saint Christophe portant l'Enfant, estampe, Londres, British Museum.
Dans un étonnant tableau déposé au musée de Flandre sous la cote D.2012.2.1, l'artiste flamand anonyme a emprunté de nombreux éléments à l'iconographie de saint Antoine telle qu'elle est donnée dans des gravures de cette époque,.

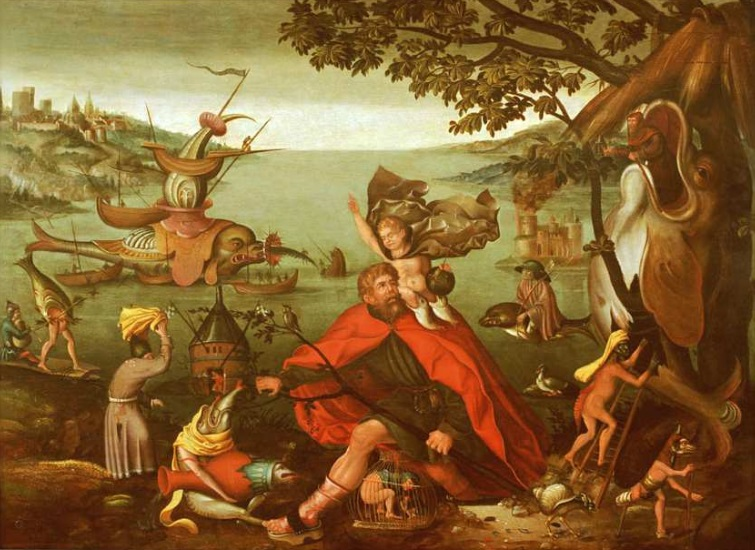
Anonyme flamand, Saint Christophe portant l'enfant Jésus, h/b,, en dépôt au musée de Flandre (inv. D.2012.2.1).

## Quelques œuvres remarquables.
- Saint Christophe de Lorenzo Lotto à la Gemäldegalerie de Berlin. Et sa version associée à Saint Roch et saint Sébastien datant de 1531, dans la Basilique Notre Dame de Lorette dans les Marches en Italie.
- Maître de Soriguerola, début du XIVe siècle, Retable de saint Christophe, Musée national d'art de Catalogne, Barcelone.
- Frères de Limbourg, Saint Christophe portant l'Enfant, vers 1409, feuillet détaché d'un manuscrit, Washington, National Gallery of Art.
- Maître de Flémalle (Robert Campin), 1415-1425, Annonciation, Bruxelles, Musées royaux des Beaux-Arts de Belgique. (NB : saint Christophe fait une apparition discrète, sous la forme d'une d'estampe représentée sur le conduit de la cheminée).
- Maître de Spitz, vers 1420, Saint Christophe portant l'Enfant, Getty Center, Ms. 57, fol. 42v.
- Maître de Fastolf, vers 1430-1440, Saint Christophe portant l'Enfant, Getty Center, ms. 5, fol. 31v.
- Anonyme, vers 1450-1470, Saint Christophe portant l'Enfant, estampe, Washington, National Gallery of Art.
- Maîtres de Guillebert de Mets, vers 1450-1455, Saint Christophe portant l'Enfant, Getty Center, Ms. 2, fol. 16v.
- Domenico Ghirlandaio, 1469-1494, Saint Christophe portant l'Enfant Jésus, Metropolitan Museum of Art, New York.
- Willem Vrelant, début des années 1460, Saint Christophe portant l'Enfant, J.P. Getty Museum, Ms. Ludwig IX 8, fol. 46.
- Liévin van Lathem, 1469, Saint Christophe portant l'Enfant, J.P. Getty Museum, Ms. 37, fol. 26.
- Dieric Bouts, Saint Christophe portant l'Enfant, vers 1470, panneau droit du Triptyque de l'adoration des mages, dit Perle du Brabant (Munich, Alte Pinakothek).
- Martin Schongauer, Saint Christophe portant l'Enfant (gravure), 1475-1480, Washington, National Gallery of Art.
- Hans Memling, 1479-1480, saint Christophe portant l'Enfant (panneau d'un diptyque, l'autre panneau montrant saint Étienne, martyr), Cincinnati Art Museum.
- Hans Memling, 1484, Triptyque Moreel, Bruges, Musée Groeninge.
- Juan Sánchez de Castro, 1480-1502, Saint Antoine avec saint Christophe, Musée des Beaux-Arts de Séville.
- Jérôme Bosch, 1490-1500, Saint Christophe portant l'Enfant, conservé au Musée Boijmans Van Beuningen de Rotterdam.
- Quentin Metsys, vers 1500?, Saint Christophe portant l'Enfant, Musée royal des Beaux-Arts, Anvers.
- Le Maître de 1499, vers 1499, Saint Christophe portant l'Enfant, Musée de Brou, Bourg-en-Bresse.
- Monogrammiste MZ, vers 1500, Saint Christophe portant l'Enfant, gravure, Washington, National Gallery of Art.
- Alaert du Hamel, vers 1500, Saint Christophe portant l'Enfant, estampe, Londres, British Museum.
- Joachim Patinir et Quentin Metsys, vers 1500?, Saint Christophe, Musée de Flandre, Cassel.
- Lucas Cranach l'Ancien, vers 1506, Saint Christophe portant l'Enfant (gravure), Washington, National Gallery of Art.
- Albrecht Dürer, vers 1511, Saint Christophe portant l'Enfant, gravure, Metropolitan Museum of Art, New York.
- Joachim Patinir, vers 1520, Paysage avec saint Christophe, Madrid, Monastère de l'Escurial.
- Joachim Patinir, Paysage avec saint Christophe, Maison Snijders&Rockox, Anvers.
- Lucas van Leyden, vers 1521, Saint Christophe portant l'Enfant (gravure), Washington, National Gallery of Art.
- Herri met de Bles (Henri Bles), 1535-1545, Saint Christophe portant l'Enfant, conservé au Musée Boijmans Van Beuningen de Rotterdam.
- Anonyme flamand, vers 1560, Saint Christophe portant l'enfant Jésus, h/b, 84 × 114,5 cm, en dépôt au musée de Flandre (inv. D.2012.2.1).
- Simon Pereyns, 1588, Saint Christophe portant l'Enfant, cathédrale de Mexico, Mexique.
- Anonyme italien, fin du XVIe siècle, Saint Christophe portant l'Enfant, Walters Art Museum, Baltimore.
- Giovanni Battista Piazzetta, vers 1730-1740, Saint Christophe portant l'enfant Jésus, Metropolitan Museum of Art, New York.
- Anonyme, XVIIIe siècle, Saint Christophe, Musée Pedro de Osma, Barranco, Pérou.

## Notes

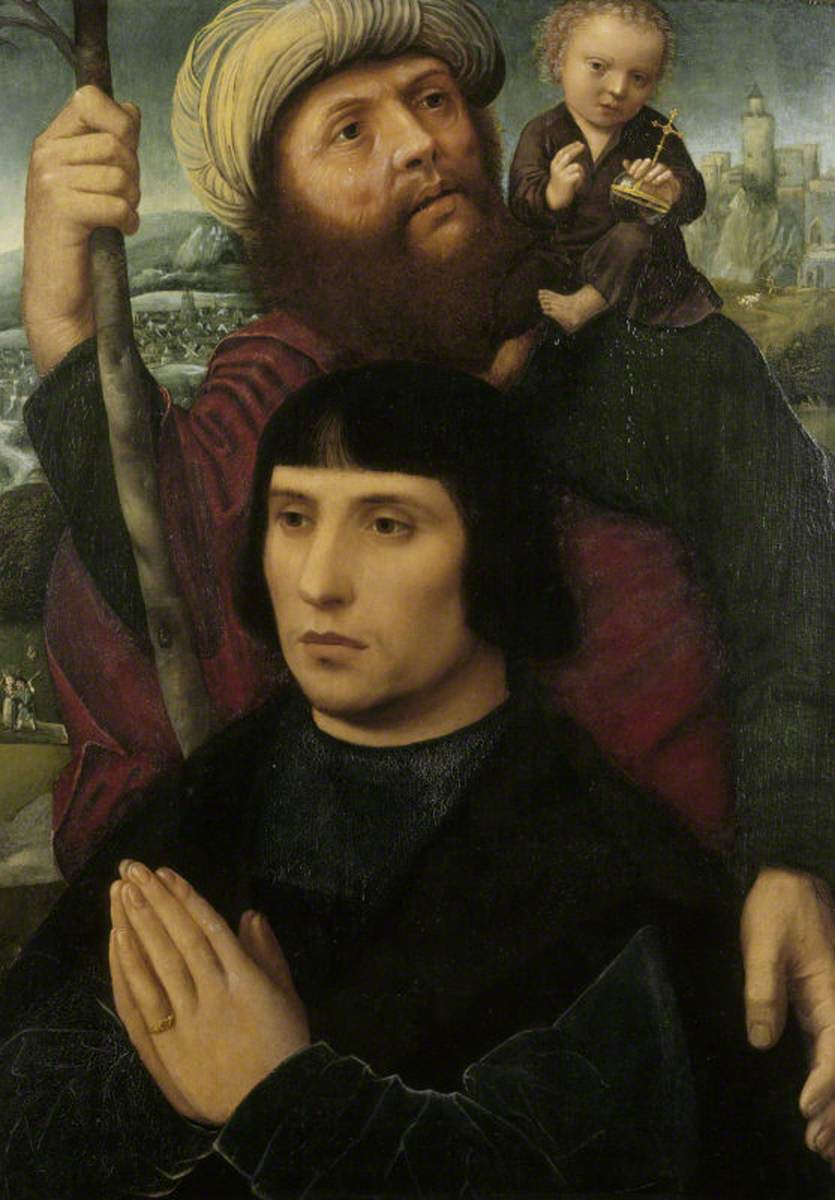
Saint Christophe et Donateur d'Adriaen Ysenbrandt (1500-1551)